# Symphonaire Infernus et Spera Empyrium
Symphonaire Infernus et Spera Empyrium prvi je EP doom metal-sastava My Dying Bride. Diskografska kuća Peaceville Records objavila ga je 12. ožujka 1992.

## Pozadina
"Symphonaire" je nastao samo nekoliko mjeseci nakon potpisivanja ugovora skućom Peaceville Records.
Pjesma je također objavljena kao vinil i kaseta. Autor naslovnice je Dave McKean, koji je također dizajnirao neke druge omote sastava, uključujući As the Flower Withers.
Naslovna pjesma izvorno je snimljena za prvi demoalbum, Towards the Sinister. Ova se verzija nalazi na kompilaciji Meisterwerk 1. "God Is Alone" je izvorno snimljen kao singl koji također uključuje "De Sade Soliloquay". Ove verzije nisu ponovno izdavane od svog izvornog pojavljivanja.
EP je također objavljen kao dio ograničenog box-seta, "The Stories", s drugim singlovima sastava, The Thrash of Naked Limbs i I Am the Bloody Earth. Sva tri su objavljena na jednom disku na kompilaciji Trinity iz 1995.
Video za pjesmu, dostupan na For Darkest Eyes, sadrži bizarne slike i usporene snimke članova benda kako hodaju kroz divljinu. Video verzija pjesme je uređena verzija koja se pojavljuje kao "Act 1" na vinilnom izdanju EP-a. "Act 2" je dio pjesama koji počinje u 5:15 u punoj verziji.
Verzije naslovne pjesme uživo dostupne su na The Voice of the Wretched i kao bonus na DVD verziji For Darkest Eyes.

## Popis pjesama
| 1. | »Symphonaire Infernus et Spera Empyrium Act 1« | 7:03 |

| Strana B | Strana B                                       | Strana B | Strana B | Strana B | Strana B | Strana B | Strana B | Strana B | Strana B |
| Br.      | Skladba                                        | Trajanje |          |          |          |          |          |          |          |
| -------- | ---------------------------------------------- | -------- | -------- | -------- | -------- | -------- | -------- | -------- | -------- |
| 2.       | »Symphonaire Infernus et Spera Empyrium Act 2« | 4:35     |          |          |          |          |          |          |          |
| 11:38    |                                                |          |          |          |          |          |          |          |          |

## Zasluge
| My Dying Bride - Andy – gitara - Aaron – vokal - Rick – bubnjevi - Calvin – gitara - Ade – bas-gitara Dodatni glazbenici - Martin Powell – violina | Ostalo osoblje - Hammy – produkcija - Keith Appleton – inženjer zvuka - Dave Pybus – umjetnički smjer - Porl Medlock – fotografije - Dave McKean – grafički dizajn |